# Ангольский хамелеон
Ангольский хамелеон (лат. Chamaeleo anchietae) — вид ящериц из семейства хамелеонов. Это яйцекладущий вид. Видовое название, anchietae, дано в честь José Alberto de Oliveira Anchieta, (9 октября 1832 — 14 сентября 1897), португальского исследователя Африки. Ведёт древесный образ жизни. Обитает в Африке (Ангола, Демократическая республика Конго, Танзания). Населяет кустарники и пастбища, на высоте от 750 до 1800 метров над уровнем моря. Считается видом, вызывающим наименьшие опасения.